# Baztan-Bidasoa
Die Comarca Baztan-Bidasoa ist eine der 14 Comarcas in der autonomen Gemeinschaft Navarra.
Die im Norden gelegene Comarca umfasst 21 Gemeinden auf einer Fläche von 836,21 km².

## Gemeinden
| Gemeinde               | Einwohner (2024) | Fläche km² | Dichte Einw./km² | Cod INE | Postleitzahl |
| ---------------------- | ---------------- | ---------- | ---------------- | ------- | ------------ |
| Arantza                | 619              | 31,71      | 20               | 31022   | 31790        |
| Baztan                 | 7.863            | 373,55     | 21               | 31050   | 31700        |
| Beintza-Labaien        | 217              | 28,13      | 8                | 31137   | 31753        |
| Bera                   | 3.763            | 35,33      | 107              | 31250   | 31780        |
| Bertizarana            | 654              | 39,56      | 17               | 31054   | 31793        |
| Donamaria              | 452              | 23,48      | 19               | 31081   | 31750        |
| Doneztebe/Santesteban  | 1.860            | 8,69       | 214              | 31221   | 31740        |
| Elgorriaga             | 210              | 3,87       | 54               | 31087   | 31744        |
| Eratsun                | 153              | 25,69      | 6                | 31090   | 31748        |
| Etxalar                | 814              | 46,28      | 18               | 31082   | 31760        |
| Ezkurra                | 136              | 23,70      | 6                | 31102   | 31749        |
| Igantzi                | 591              | 16,56      | 36               | 31259   | 31790        |
| Ituren                 | 526              | 15,51      | 34               | 31129   | 31745        |
| Lesaka                 | 2.716            | 55,56      | 49               | 31153   | 31770        |
| Oiz                    | 133              | 8,10       | 16               | 31187   | 31751        |
| Saldías                | 123              | 8,95       | 14               | 31213   | 31747        |
| Sunbilla               | 674              | 10,32      | 65               | 31226   | 31791        |
| Urdazubi/Urdax         | 364              | 7,75       | 47               | 31239   | 31711        |
| Urroz                  | 173              | 11,93      | 15               | 31244   | 31752        |
| Zubieta                | 290              | 17,82      | 16               | 31263   | 31746        |
| Zugarramurdi           | 227              | 5,46       | 42               | 31264   | 31710        |
| Comarca Baztan-Bidasoa | 22.558           | 836,21     | 27               | –       | –            |

Auf dem Gebiet der Comarca befinden sich noch die folgenden vier gemeindefreien Gebiete (Comunidades) auf einer Gesamtfläche von 38,26 km²:
| Comunidad   | Fläche    |
| ----------- | --------- |
| Facería 86: | 0,42 km²  |
| Facería 87: | 34,42 km² |
| Facería 88: | 1,57 km²  |
| Facería 91: | 1,85 km²  |